# Кольбе фон Вартенберг, Иоганн Казимир
Иога́нн Ка́зимир Ко́льбе фон Ва́ртенберг (распространено также написание Кольб — нем. Johann Kasimir Kolb(e) von Wartenberg, 6 февраля 1643 года — 4 июля 1712 года) — бранденбургский и прусский государственный деятель, первый министр Пруссии, граф Священной Римской империи.

## Биография

### Происхождение
Иоганн Казимир Кольбе фон Вартенберг произошёл из дворянского рода Кольбе, ведущих свою родословную с XII столетия и носивших как часть своей фамилии название некогда им принадлежавшей и разрушенной в 1522 году крепости Вартенберг неподалёку от одноименного местечка в немецком Пфальце, причём зачастую именно последняя часть Вартенберг упоминалась как основная (к примеру, в энциклопедии Брокгауза и Ефрона). Его отец (и полный тёзка) был тайным советником и камер-юнкером курфюрста Пфальца Фридриха V, бежавшим во время тридцатилетней войны во французский Мец, где в браке с Юдит фон Флерсхайм (нем. Judith von Flersheim) и был рождён Иоганн Казимир-младший.

### Годы в Пфальце
Кольбе, получивший достаточно скромное образование и оставшийся без отца уже в 19 лет, был вынужден полностью полагаться на себя и рано поступил на службу к графу Людвигу Генриху Пфальц-Зиммернскому, при котором стал тайным советником, а после его смерти ещё и обер-шталмейстером при его супруге Марии Нассауской.
Ещё находясь при дворе Пфальца-Зиммерна, во время своих поездок в Берлин Кольбе — прирождённый царедворец, знавший толк в организации досуга августейших персон и вечно скучавшего придворного окружения, — обратил на себя внимание бранденбургского курфюрста Фридриха Вильгельма, который приглашал его к себе на службу. Однако лишь в 1688 году — после смерти графини Марии, с которой он, по-видимому, имел любовные отношения, — Кольбе перебрался в столицу Бранденбурга.

### На службе в Бранденбурге-Пруссии

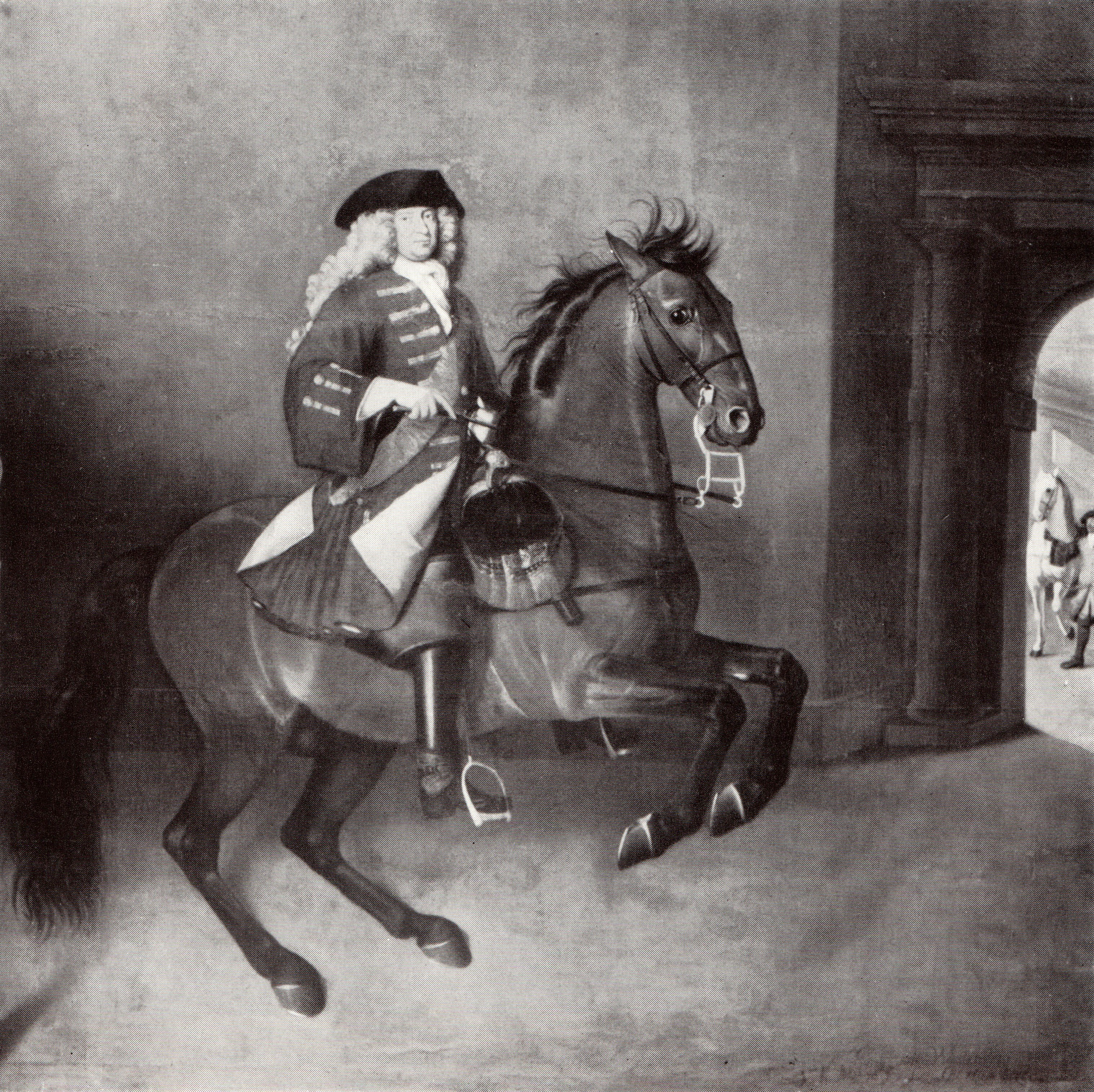
Кольбе фон Вартенберг (1702)

Кольбе, начавший, по выражению Фонтане, как мажордом и заботившийся по сути лишь о развлечениях курфюрста, быстро поднялся по иерархической лестнице Бранденбурга-Пруссии: спустя всего несколько лет он был назначен первым казначеем, пробстом собора в Хафельберге, получил высокие должности в Берлине и Ораниенбурге. Услужливый и преданный Кольбе всё больше входил в доверие к курфюрсту, поддерживая все его планы, в том числе и по принятию королевского титула, что не могло не импонировать Фридриху на фоне Данкельмана, бывшего тогда первым министром и считавшего, что Бранденбургу-Пруссии будет не по средствам содержать расточительный королевский двор.
Чтобы финансировать непомерные расходы королевского двора, при котором числилось 300 человек персонала (в том числе три «камер-мавра», два «камер-карлика» и один придворный шут), Кольбе вводил всё новые и новые акцизы и налоги: на потребление чая, кофе, какао и соли, на парики, шляпы, сапоги, чулки, кареты и даже «налог на девичество» (нем. Jungfernsteuer) в размере двух грошей, которые каждый месяц до их вступления в брак должны были платить все незамужние особы женского пола в возрасте от 20 до 40 лет. Не случайно правление Вартенберга и его «соратников» Витгенштейна и Вартенслебена было названо в народе «тройной болью» (нем. das dreifache Weh), что обыгрывало начальные буквы их фамилий: W. Доходы самого Кольбе достигали 150 тысяч талеров в год и превышали суммы, затрачиваемые на содержание прусских короля и королевы вместе взятых. Одни только бриллианты, принадлежавшие его жене, оценивались в полмиллиона талеров (для сравнения: годовой доход кузнеца в те времена составлял 20 талеров, а жалование солдата — 10). При этом многие начинания его предшественников, как например, строительство военно-морского флота или колониальная торговля, которым отдали немало сил и средств предыдущий курфюрст и его морской министр Рауле, были для Кольбе совершенно чуждыми и постепенно пришли в полное запустение

### Семья
В 1696 году Кольбе женился на Катарине Рикер (нем. Catharina Ricker), старшей дочери владельца пивной в Эммерихе и вдове одного из берлинских камердинеров, в браке с которой были рождены две дочери и четверо сыновей, старший из которых дослужился до прусского генерал-майора. Катарина, долгие годы бывшая официальной метрессой (нем. Mätresse) Фридриха I, говорила, что легче было бы пересчитать ракушки на пляже Схевенингена, чем её галантные приключения, но король не был в их числе. После смерти мужа она перебралась в Париж, где безуспешно пыталась добиться внимания Людовика XIV, а потом  в Гаагу, где и скончалась в 1734 году.

### На вершине власти

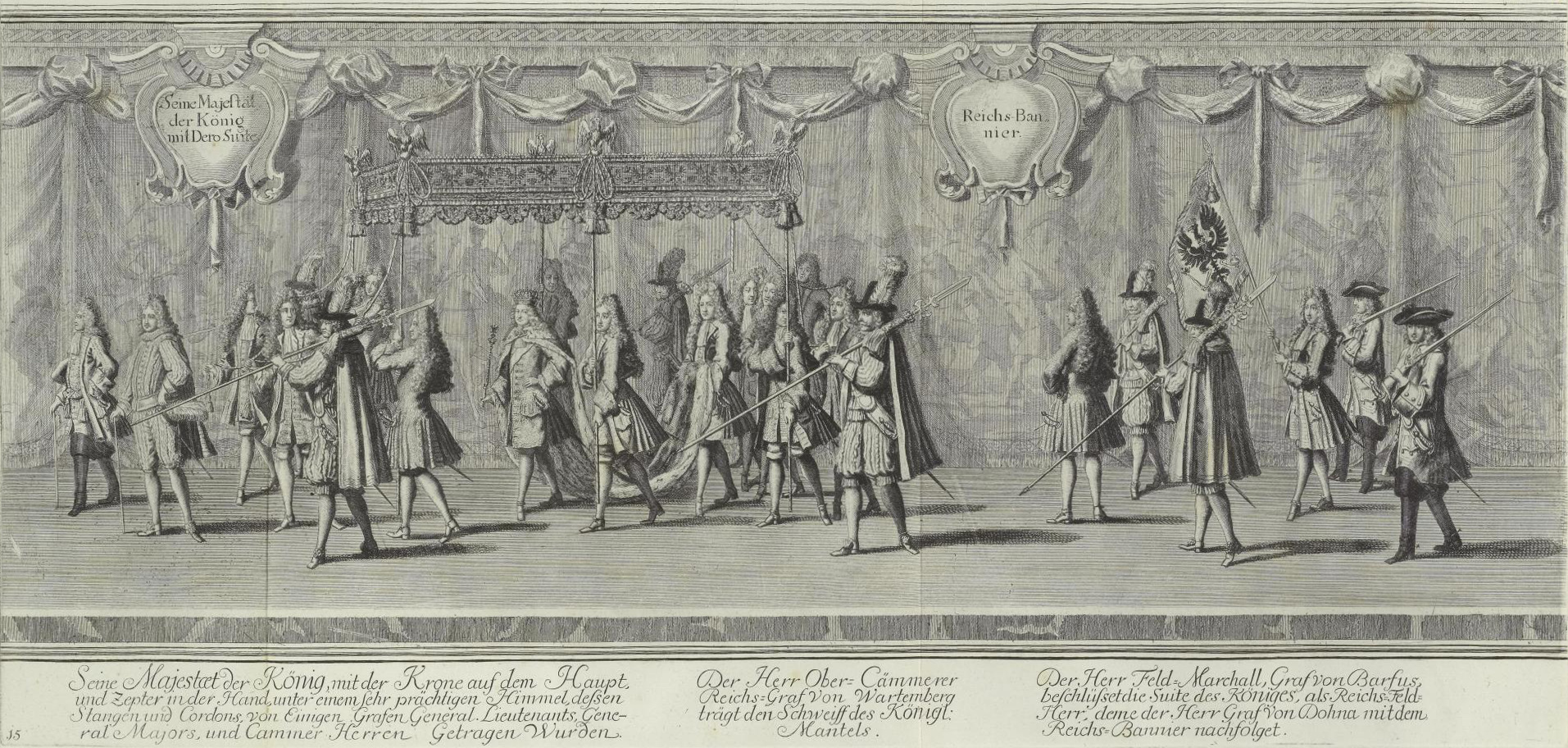
Кольбе несёт шлейф мантии Фридриха I на его коронации

Одно только перечисление чинов и должностей, которые собрал Кольбе, говорит о его положении в государственной иерархии Пруссии: дворцовый капитан Берлина (нем. Schlosshauptmann von Berlin), обер-камергер, старший казначей, верховный государственный министр, обер-шталмейстер, генеральный директор экономики (нем. General-Oeconomie-Director), генеральный директор государственных имений (нем. Generaldirektor der Domänen), старший капитан всех королевских касс (нем. Oberhauptmann aller Schatulämter), генерал-почтмейстер, маршал Пруссии, канцлер и рыцарь ордена Чёрного орла, смотритель всех королевских академий. Но, пожалуй, самый главный пост Кольбе был неофициальным: фаворит Фридриха III, пользовавшийся его безграничным доверием и удостоенный, к примеру, чести нести шлейф его мантии при коронации в Кёнигсберге. Показателен рескрипт от 18 октября 1699 года, подготовленный самим Кольбе-Вартенбергом, в котором Фридрих среди прочего объявлял:

«Поскольку курфюрст уверен, что Вартенберг заботится о Его выгодах со всяческой верностью и усердием, но не может, неотлучно при Нашей высочайшей персоне находясь и Ее в непрерывных поездках сопровождая, все проверить сам, ибо многие дела он должен успеть закончить, то, если случится что-либо в ущерб Нашей выгоде, не он в том повинен будет, а потому даем Мы высочайшее слово и обещание Вартенбергу и его наследникам, что когда при управлении Нашими поместьями и средствами в чем-либо будет Нам ущерб нанесен, то не он, подписав нужный документ, за то отвечать должен, а чиновники, чьи имена всегда на документе указывать должно».

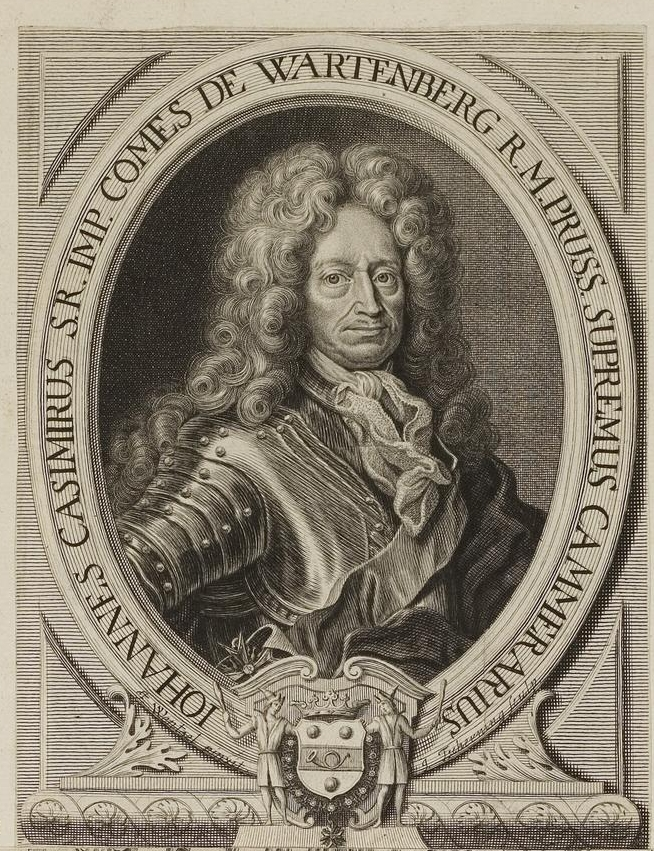
Кольбе, граф фон Вартенберг

Усилиями Фридриха в 1695 году Кольбе получил от императора Леопольда I титул имперского фрайхерра (примерно соответствовавший положению барона), а 26 октября 1699 года и графский титул. Графство Вартенберг состояло из более чем дюжины различных поместий, сам Кольбе жил в построенном для него по планам архитектора Шлютера дворце Вартенберг (нем. Palais Wartenberg), а его жена — в расширенном для неё дворце Монбижу.

### Опала и последние годы жизни
Исключительная близость Кольбе к королю служила поводом для многочисленных интриг, ставивших своей целью отстранение его от власти. Однако Фридрих, ценивший Кольбе не только как дипломата и государственного деятеля, но и как личного друга, внимательно выслушивал все обвинения и наказывал самих жалобщиков: таким образом лишились его расположения и своих постов генерал-фельдмаршал Дона-Шлобиттен, обер-гофмаршал Лоттум, генерал-комиссар Денгоф и другие представители высшего света Пруссии. И всё же одного из своих врагов — наследника престола и будущего короля Фридриха Вильгельма I — Кольбе переиграть не удалось: чтобы как-то противостоять возросшему влиянию кронпринца, Кольбе содействовал третьему браку Фридриха — с герцогиней Софией Луизой. Но в 1710 году, после того, как вскрылись манипуляции Витгенштейна со страховой кассой от пожаров и тот был отправлен под арест в цитадель Шпандау, король вынужден был расстаться и с самим Кольбе, по чьим указаниям и действовал Витгенштейн.
Со слезами на глазах король попрощался со своим любимцем, отправив Кольбе и его супругу в их имение в Пфальце, подарил ему напоследок своё кольцо и назначил годовое жалование в 20 тысяч талеров. Вскоре Фридрих, которому нелегко давалось расставание с бывшим фаворитом, передал тому предложение вернуться ко двору уже без жены, на что Кольбе ответил отказом. 4 июля 1712 года Иоганн Казимир Кольбе фон Вартенберг умер во Франкфурте-на-Майне.
Фридрих повелел забрать бренные останки своего фаворита и перезахоронить их в приходской церкви в Берлине.

## Память, мнения и оценки
Сравнивая деятельность на посту премьер-министра Кольбе и Данкельмана, уже их современники «в тысячу раз» больше удостаивали похвалой последнего. Кольбе стал, пожалуй, уникальным случаем в истории Бранденбурга-Пруссии, когда не блиставший своими способностями фаворит, бывший не более чем удачливым придворным, долгие годы подряд безответственно вершил дела своего государства. Единственной «заслугой» Кольбе называют данный им отрицательный пример управления государством, оказавший такое сильное впечатление на будущего «короля-солдата» Фридриха Вильгельма I, что тот после восшествия на престол незамедлительно начал борьбу против коррупции и беспорядка, глубоко пустивших свои корни в Прусском королевстве. Оценки Кольбе практически единогласно сводятся к мнению, что он использовал своё высокое положение в целях собственного обогащения, мало заботясь о процветании Пруссии, финансы и управление которой он полностью расстроил. Кроме того, отмечается, что он был недостаточно активен во внешнеполитических вопросах, а при назначениях на ответственные государственные должности руководствовался не компетентностью, а лояльностью своих подчинённых, не гнушаясь при этом интригами и даже насилием.
Кольбе — сам автор двух опубликованных при его жизни книг, первая из которых, «Отеческое наставление своим детям» (нем. Väterliche Instruction an seine Kinder), была переиздана несколько раз, — послужил прототипом для трусливого и болтливого гофмаршала фон Кальба в драме Шиллера «Коварство и любовь».